# Der Salamander (1971)
Der Salamander (Originaltitel: La Salamandre) ist ein Filmdrama des Schweizer Regisseurs Alain Tanner aus dem Jahre 1971. Es ist der zweite Film Tanners. Die französische Schauspielerin Bulle Ogier wurde für ihre schauspielerische Leistung 1972 für den National Society of Film Critics Awards als „Beste Schauspielerin“ nominiert.

## Handlung
Pierre, ein Genfer Journalist, wird vom Schweizer Fernsehen beauftragt, ein Drehbuch über folgende Meldung zu schreiben: Eine junge Frau namens Rosemonde wird beschuldigt, auf ihren Onkel, bei dem sie wohnt, geschossen zu haben. Sie wiederum streitet dies ab und erklärt, dass es sich dabei um einen Unfall gehandelt habe. Der Onkel habe sich beim Putzen des Gewehres selbst angeschossen. Das Verfahren gegen Rosemonde wird wegen mangelnder Beweise eingestellt.
Für die Anfertigung seines Drehbuches geht Pierre dokumentarisch vor und fängt an, Aussagen der beteiligten Personen auf Band aufzunehmen, um den Fall zu rekonstruieren. Er benötigt jedoch bald die Unterstützung seines Schriftsteller-Freundes Paul, der im Gegensatz zu Pierre mit dem Geist arbeitet und das Geheimnis der Person Rosemondes mittels seiner künstlerischen Vorstellungskraft aufzudecken versucht. Als die beiden Freunde Rosemonde kennenlernen, treffen sie auf eine rebellische Außenseiterin, Symbol des Freigeistes und der Emanzipation der 68er-Bewegung. Die junge Frau führt bald auch die beiden Männer dazu, die kapitalistische und technokratische Schweiz der 70er Jahre mit einer neuen Sicht zu hinterfragen.

## Kritik
„Mehrschichtiger Film, der sich mit dem Problem der Identitätssuche und dem Verhältnis des Künstlers zur Wirklichkeit beschäftigt; poetisch, humorvoll und intelligent. – Sehenswert“

## Hintergrund
Die Dreharbeiten fanden im Winter 1970/1971 in Genf und in Le Cerneux-Péquignot statt.